# چیه‌کو ناکاکیتا
چیه‌کو ناکاکیتا (انگلیسی: Chieko Nakakita; ۲۱ مهٔ ۱۹۲۶ – ۱۳ سپتامبر ۲۰۰۵) بازیگر اهل ژاپن بود. وی بین سال‌های ۱۹۴۴ تا ۱۹۸۳ میلادی فعالیت می‌کرد.